# Pamela Sharples, Baroness Sharples

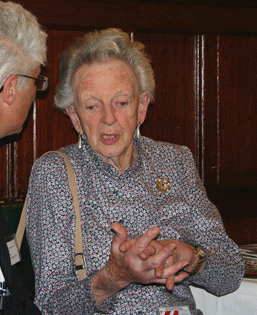
Pamela Sharples, Baroness Sharples

Pamela Sharples, Baroness Sharples (* 11. Februar 1923; † 19. Mai 2022) war eine britische Politikerin (Conservative Party) und Life Peeress.

## Leben
Sharples wurde als Tochter des Lieutenant Commander Keith William Newall und dessen Ehefrau Violet Ruby Ashton in England geboren. Sharples besuchte die Southover Manor School, eine private Internatsschule für Mädchen, in Lewes in der Grafschaft East Sussex. Von 1941 bis 1946 war sie zum Kriegsdienst in der Women’s Auxiliary Air Force (WAAF), dem Frauenkorps der Royal Air Force, verpflichtet.
1946 heiratete sie Major Richard Christopher Sharples, den späteren Unterhausabgeordneten für den Wahlkreis Sutton and Cheam in Surrey (1954–1972), sowie späteren Minister of State im Home Office (1970–1972) und späteren Gouverneur von Bermuda (1972–1973). Aus der Ehe gingen vier Kinder hervor, zwei Söhne und zwei Töchter. Sharples und ihr Ehemann teilten in ihrem Privatleben die Leidenschaft für den Segelsport. Eine intensive Freundschaft verband das Ehepaar auch mit dem späteren britischen Premierminister Edward Heath. Pamela Sharples unterstützte die politische Karriere ihres Mannes, insbesondere in seiner Zeit als Parlamentsabgeordneter und begleitete ihn 1972 nach Bermuda, nachdem Sharples zum Gouverneur des Britischen Überseegebietes ernannt worden war. Nachdem ihr Gatte 1972 als Knight Commander des Order of St Michael and St George geadelt, worden war, führte sie als dessen Gattin den Höflichkeitstitel Lady Sharples. Nach der Ermordung ihres Gatten 1973 durch Attentäter, die einer gewaltbereiten Black-Power-Gruppe auf Bermuda angehörten, verließ Pamela Sharples Bermuda und lebte wieder in Großbritannien. Später, nach langer Abwesenheit, kehrte sie mit ihrer Familie verschiedentlich für Besuche zurück nach Bermuda und erwarb dort auch ein Anwesen.
Von 1979 bis 1981 war Sharples Mitglied des Armed Forces Pay Review Board. Von 1981 bis 1992 war sie Vorsitzende (Chairman) des TVS Trust.
Sharples war zwei weitere Male verheiratet: Zunächst von 1977 bis 1980 mit Patrick David de László, der 1980 starb. In dieser Zeit trug sie den Ehe- und Familiennamen László. 1983 heiratete sie Robert Douglas Swan, der 1995 starb. Ab 1983 war ihr Ehename Swan.
Als ihre Hobbys nennt Sharples Golfspielen und Gartenarbeit.

## Mitgliedschaft im House of Lords
Pamela Sharples wurde am 18. Juni 1973 als Baroness Sharples, of Chawton in the County of Hampshire, zur Life Peeress erhoben. Im House of Lords gehörte sie der Fraktion der Conservative Party an. Die Ernennung zur Life Peeress drückte in besonderem Maße Anerkennung und Sympathie für Sir Richard Sharples aus, sowie den Respekt, den die britische Regierung ihm für seine politischen Leistungen entgegenbrachte.
Sharples war ab 1997 Schatzmeisterin (Treasurer) der Forestry Group, ab 2003 der Middle Way Group. Als ihre politischen Interessen gab Sharples an: Kleinunternehmen, „Scheckbuchjournalismus“, Tierseuchenschutz, Belange von Ehefrauen Strafangehöriger und Verteidigungspolitik. Ihr besonderes politisches Interesse in geografischer Hinsicht galt Südafrika.